# داني ترينور
داني ترينور (بالإنجليزية: Danny Trainor)‏ هو لاعب كرة قدم بريطاني في مركز الهجوم، ولد في 12 يوليو 1944 في بلفاست في المملكة المتحدة، وتوفي في 10 أغسطس 1974 في جزيرة أيرلندا في جمهورية أيرلندا بسبب حادث مرور. شارك مع منتخب أيرلندا الشمالية تحت 23 سنة لكرة القدم ومنتخب أيرلندا الشمالية لكرة القدم. أما مع النوادي، فقد لعب مع باتريك أتلتيك ودرودا يونايتد وديترويت كوجرز وليسبورن ديستليري ونادي بليموث أرجايل ونادي كروسيدرز ونادي كوليرين وووترفورد يونايتد.

## وصلات خارجية
- داني ترينور على موقع قاعدة بيانات كرة القدم.إي يو (الإنجليزية)
- داني ترينور على موقع ناشيونال فوتبول تيمز (الإنجليزية)